# Acide casamino
Les acides casamino (ou casaminoacides) constituent un mélange d'acides aminés et de quelques très petits peptides obtenus par l'hydrolyse de la caséine. Ils sont typiquement utilisés dans les milieux de culture bactériens. Ils contiennent tous les acides aminés essentiels sauf le tryptophane qui devient quasiment détruit au contact de l'acide sulfurique ou chlorhydrique.
Les acides casamino sont similaires au peptone, celui-ci différant de par une hydrolyse enzymatique incomplète avec certains oligopeptides présents dans le milieu, alors que les acides casamino sont généralement des acides aminés libres.

## Utilisations
On retrouve les acides casamino dans le vaccin DTP de la marque Daptacel ou bien on les utilise dans sa fabrication. Ils constituent également un hydrolysat d'acide chlorhydrique de la caséine, qui fournit une source d'azote protéique complètement hydrolysée. Ils contiennent une petite quantité de cystine. Le tryptophane et les vitamines sont détruites par le traitement à l'acide. Les acides aminés restants (en quantités variables) sont une source de nutriments pour divers microorganismes. Les acides aminés sont fortement solubles et appropriés pour la culture tissulaire. La quantité de sel est typiquement de 30 à 40%.
On les retrouve également dans des milieux de culture classiques comme le R2A.

## Aspect
- Blanc à brun clair, sous forme de poudre fluide homogène
- Solubilité de 2%
- Incolore à jaune clair, transparent en solution